# 白井耀
白井 耀（しらい あきら）は、日本のスポーツプロデューサー、ビジネスプロデューサー、マーケティングプランナー。
「スポーツのチカラ PROJECT」チーフプロデューサー。
元一般財団法人東京マラソン財団マーケティング本部長。
元株式会社サニーサイドアップ取締役。

## 人物
1989年、早稲田大学政経学部卒業。マネジメント会社を経て、テレビ朝日映像株式会社に入社した。
ディレクターとしてドキュメンタリー、情報番組を中心に制作し、オウム真理教事件ではレポーターも担当していた。レポーターとして出演していたのはテレビ朝日「パワーワイド」。
その後、CS多チャンネル放送のディレクTVに在籍し、野球やサッカー等のスポーツ中継権や、宇多田ヒカル等の音楽ライブ放送権、ハリウッドメジャー映画の放送権など、コンテンツ契約・獲得交渉を担当した。
2000年にサニーサイドアップに入社し、中田英寿プロデュースのテレビ番組「nakata.net」（スカイパーフェクTV）や携帯ネットサービスなどのコンテンツ企画制作、海外サッカーチームを招聘した国際親善試合、陸上競技イベントなどのスポーツイベントを成功させ、同社取締役に就任した。経営企画担当の取締役として同社を2008年に株式上場させた。
2010年には一般財団法人東京マラソン財団に在籍。東京マラソンのチャリティ事業、会員事業、ライセンス事業などの新規事業や経営基盤作りに取組む。
2012年からは東京都が取組む2020年オリンピック招致活動などをPRする「スポーツのチカラ PROJECT」のチーフプロデューサーとして活動している。
しばしばニコニコ生放送の公式番組「スポチカ！クロストーク」などにも出演し、スポーツの魅力や招致活動の現状について語っている。
2013年３月にカール・ルイス、マイク・パウエル、ウィリー・バンクスらを東北に呼び行った「東北スポーツサミット」もプロデューサーとして携わっている。